# Wilhelm Großkopf (NS-Opfer)

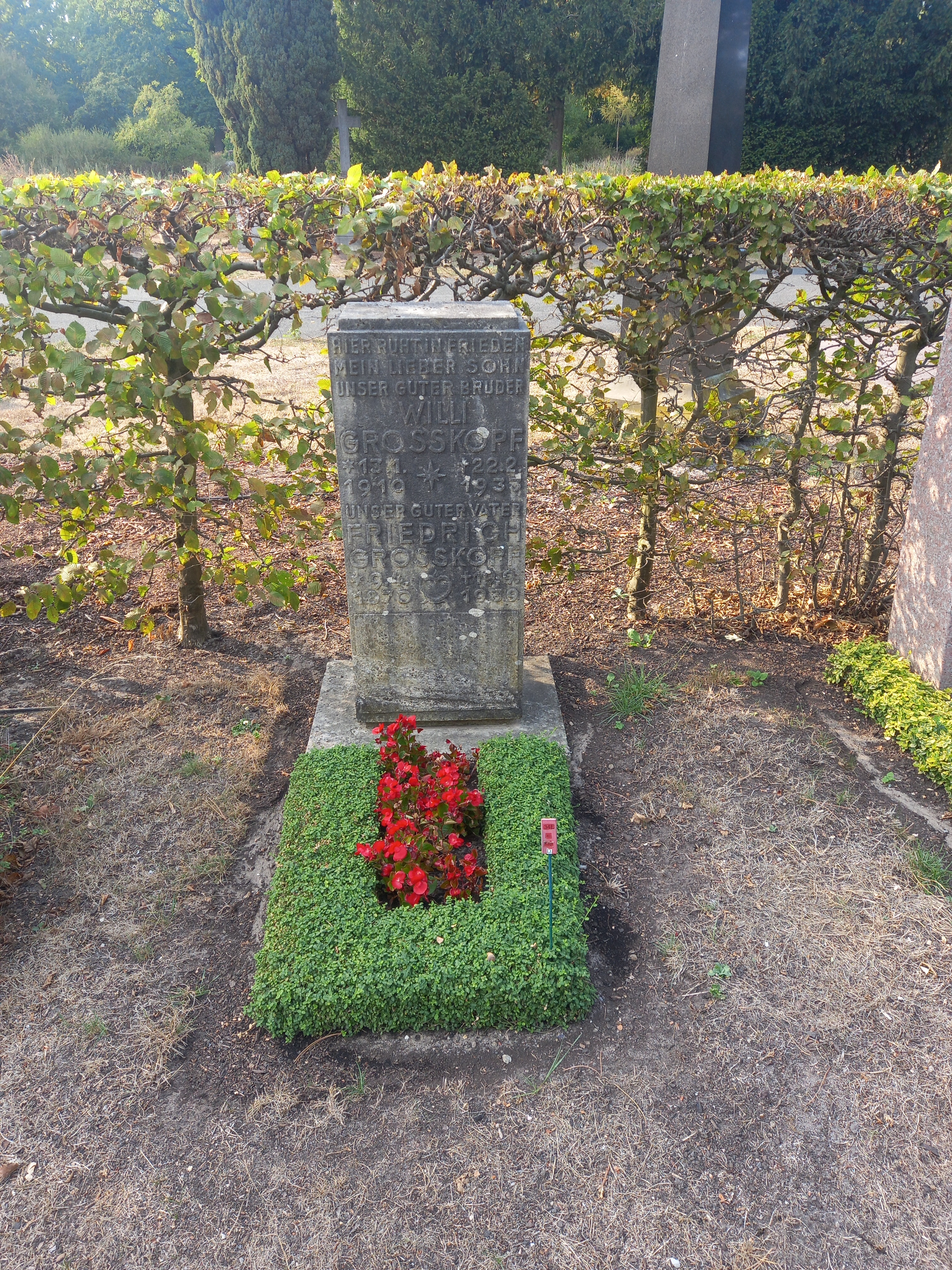
Das Grab von Wilhelm Großkopf auf dem Stadtfriedhof Engesohde in Hannover

Wilhelm („Willi“) Großkopf (* 13. Januar 1910 in Hannover; † 22. Februar 1933 ebenda) war ein deutscher Dreher und Opfer des Nationalsozialismus.

## Leben

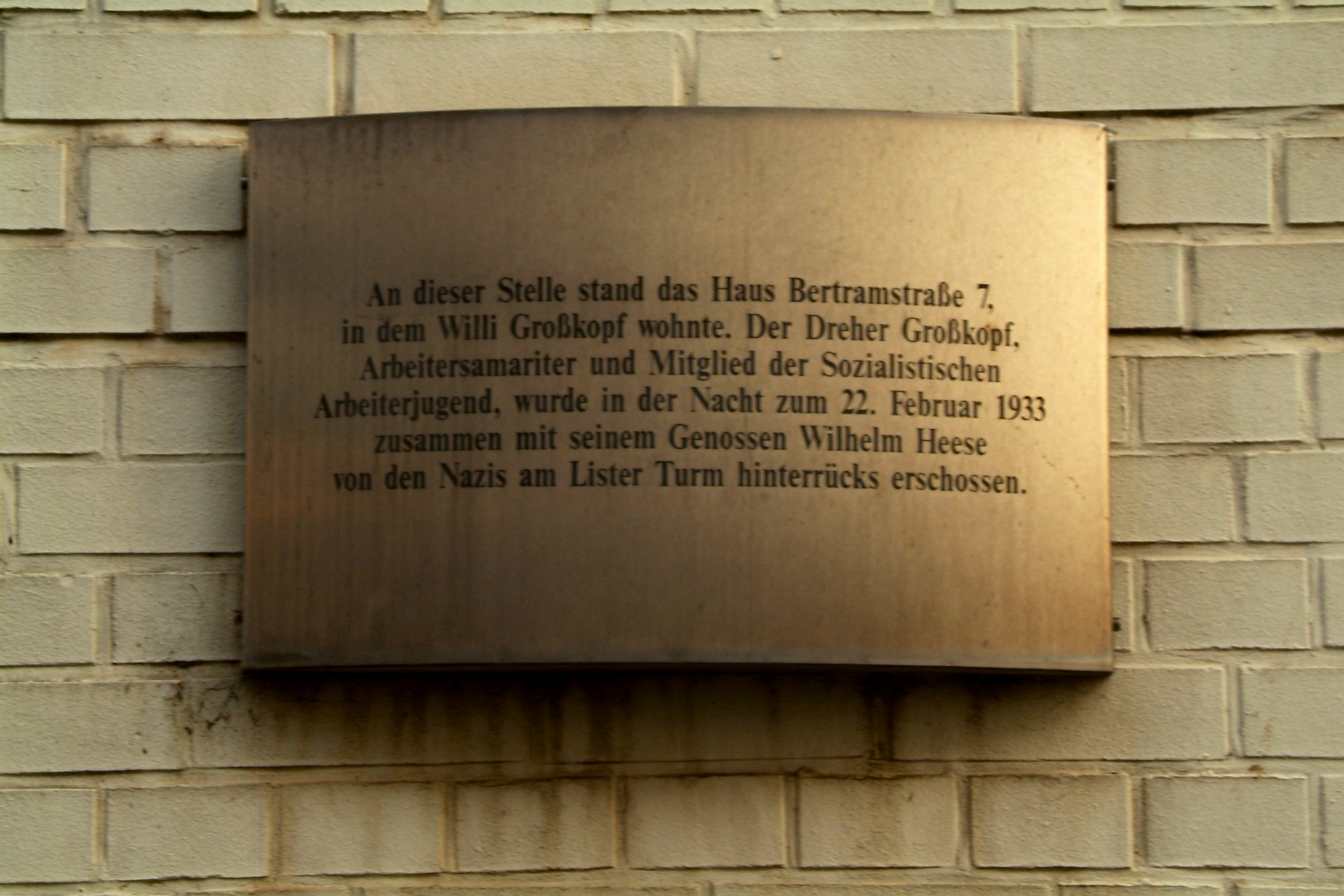
Gedenktafel für Wilhelm Großkopf und Wilhelm Heese in der Bertramstraße

Er war Mitglied im Arbeiter-Samariter-Bund Deutschland, der Sozialistischen Arbeiterjugend (SAJ) und des Reichsbanners Schwarz-Rot-Gold
Wilhelm Großkopf wurde – ebenso wie sein Kollege Wilhelm Heese – bei einem Überfall der SA auf eine 1930 gebildete hannoversche „Schufo“-Abteilung, „die im Vorfeld der Reichstagswahlen vom 5. März 1933 eine Wahlkundgebung der SPD (am Lister Turm) zu schützen hatte“ durch einen Schuss in den Rücken ermordet.

## Ehrungen
- Gedenktafel am Lister Turm
- Gedenktafel in der Bertramstraße